# Triángulo lumbar
El triángulo lumbar puede referirse tanto al triángulo lumbar inferior (de Petit), de localización superficial, como al triángulo lumbar superior (de Grynfeltt), que se encuentra en posición superior y a más profundidad. De los dos, el triángulo superior es el más frecuentemente encontrado en cadáveres, y es donde más comúnmente se producen hernias; sin embargo, el triángulo lumbar inferior es a menudo llamado simplemente triángulo lumbar, quizás a causa de su ubicación más superficial y facilidad de manifestación.

## Triángulo lumbar inferior (de Petit)
Los márgenes del triángulo lumbar inferior (de Petit) son la cresta ilíaca (inferior) y los márgenes de dos músculos – el músculo dorsal ancho (posterior) y el músculo oblicuo externo del abdomen (anterior). El piso del triángulo lumbar inferior es el músculo oblicuo interno del abdomen. El hecho de que ocasionalmente tengan lugar hernias en este punto es de importancia clínica.

## Triángulo lumbar superior (de Grynfeltt-Lesshaft)
El triángulo lumbar superior (de Grynfeltt-Lesshaft) está formado medialmente por el músculo erector de la columna, lateralmente por el músculo oblicuo interno abdominal, y superiormente por la 12.ª costilla. El piso del triángulo lumbar superior es la fascia transversal y su techo es el músculo oblicuo externo del abdomen.